# おぼたけし
おぼたけし（1954年10月22日 - 没年不明）は、日本の歌手、声優。福岡県北九州市出身。以前は81プロデュースに所属していた。アニメソングを主に歌っていた。2000年代に死去したとされるが、詳細は不明。

## 人物
- 趣味はサイクリング[3]。
- 好きな歌手は布施明、フランク・シナトラ、バリー・マニロウ、スティーヴィー・ワンダー[3]。
- モットーは「いつも素直な気持ちでいること」。

## 経歴
- 1977年 鈴木邦彦ポップススクールに入学
- 1978年 ポップススクール・ミュージカル「足ながおじさん」出演
- 1979年 NLT俳優教室に入学

## 曲

### あしたのジョー
- 「あしたのジョー」〜美しき狼たち〜（1979年12月15日）
- 傷だらけの栄光（1980年10月1日）
- 果てしなき闇の彼方に

### 巨人の星
- 行け行け飛雄馬（劇場版挿入歌）
- 紅洋高校応援歌〜若き獅子たち〜
- 青雲高校応援歌〜魂の叫び〜
- マイ・チャンプ（劇場版主題歌）

### アルバム（LP）
『DEPARTURE』
1. 「あしたのジョー」〜美しき狼たち〜
2. BOY
3. EARLY SUMMER
4. この胸にもう一度
5. ヤマトより愛をこめて
6. 蒼い狼たち
7. YOKOTA・MIDNIGHT
8. きみの朝
9. ガンダーラ
10. 愛しのナタリー

### カバー
- 太陽戦隊サンバルカン（太陽戦隊サンバルカン主題歌）
- ワイワイワールド（Dr.スランプ アラレちゃん主題歌[注釈 1]）
- 宇宙の王者! ゴッドマーズ（六神合体ゴッドマーズ主題歌）
- さらばやさしき日々よ（太陽の牙ダグラム主題歌）
- 疾風ザブングル（戦闘メカ ザブングル主題歌）

## 出演作品

### テレビアニメ
- おばけのホーリー
- それいけ!アンパンマン（コロリン〈初代〉）
- 炎の闘球児 ドッジ弾平（パパ）

### OVA
- エンゼルコップ
- ロードス島戦記（吟遊詩人[1]）

### 吹き替え
- ミュータント・タートルズ（1987年テレビ東京版）（フィンガーズ[1]）

### テレビ番組
- 天才てれびくんシリーズの音楽コーナー（ミスターハンズ[1]）